# Kropa (potok)
Za naselje v Sloveniji glej Kropa.
za drug potok v Sloveniji glej Kropa (Dreta)
Kropa je gorski potok, ki izvira pod zahodnim obronkom planote Pokljuka nad dolino Voje v Bohinju. Ob izviru tvori slap. V dolini Voje se kot levi pritok izliva v potok Mostnica, ki se nato pri Bohinjskem jezeru izliva v Savo Bohinjko. 